# United States Census 1890

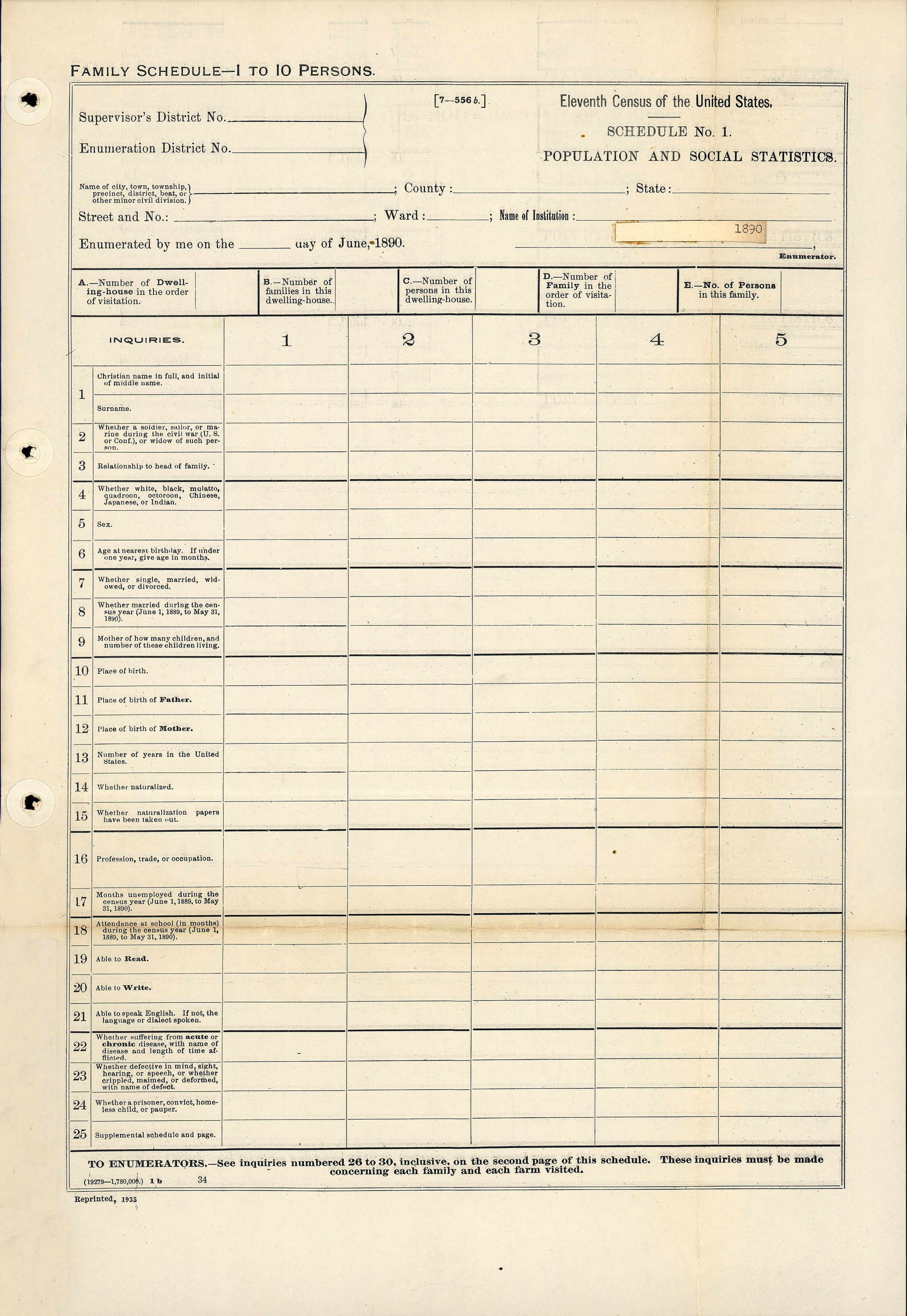
Fragebogen des United States Census 1890

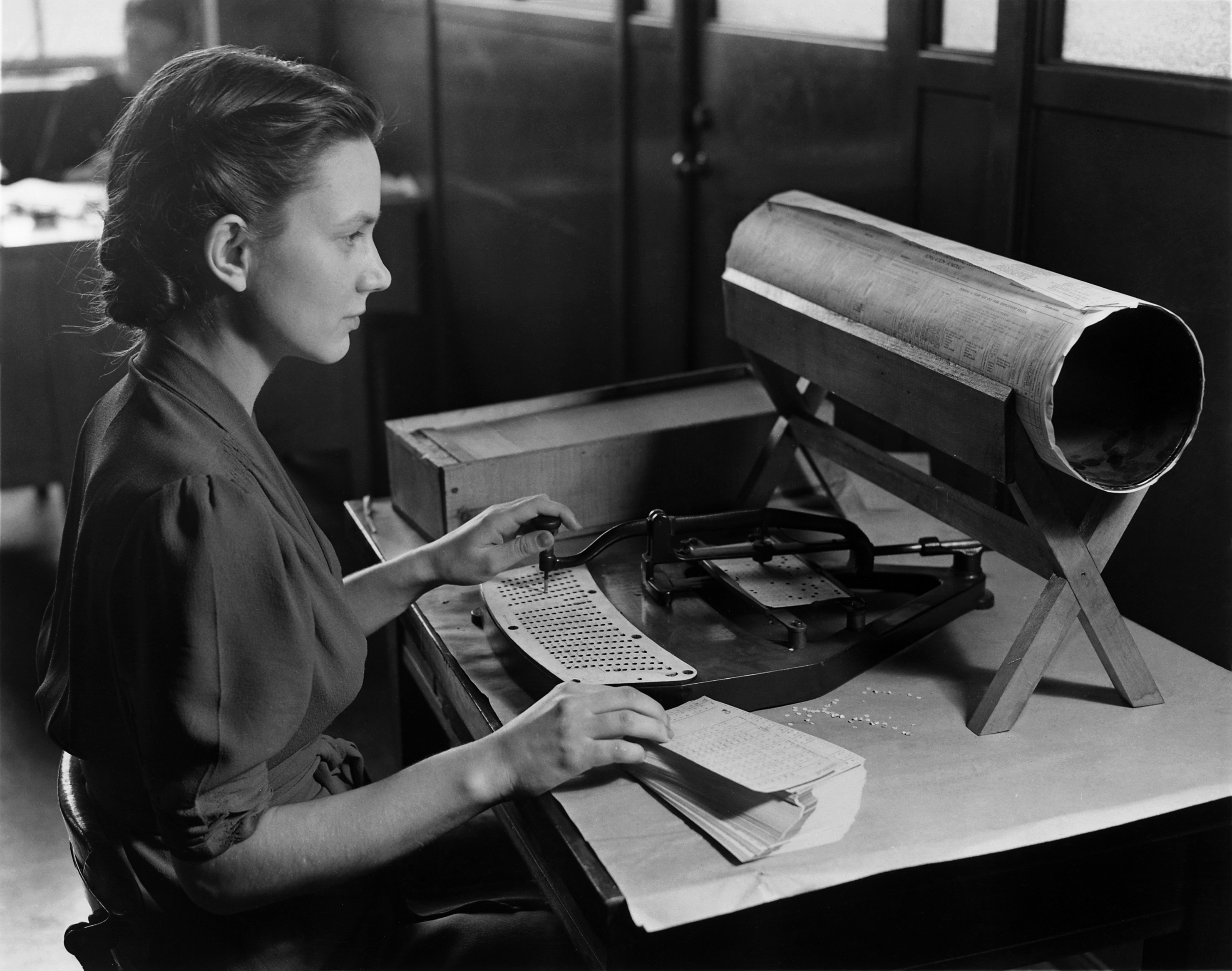
Angestellte des Bureau of the Census mit Lochkartenlocher um 1940

Der United States Census 1890 war die elfte Volkszählung in den Vereinigten Staaten seit 1790. „Census Day“ war der 1. Juni 1890.

## Geschichte
Der United States Census 1890 wurde ab dem 2. Juni 1890 vom Innenministerium der Vereinigten Staaten durchgeführt, offizieller „Census Day“ war aber der 1. Juni 1890, ein Sonntag. 47.000 Datenerheber und 175 Supervisoren wurden mit der Erfassung der Daten betraut. Mit Hilfe der von Herman Hollerith weiterentwickelten Lochkartentechnik konnte die Auswertung der Fragebögen erheblich beschleunigt werden. Nachdem die Auswertung des Census 1880 acht Jahre gedauert hatte, konnte die Auswertung dieses Census bereits nach einem Jahr erfolgreich beendet werden.
Von den Originalunterlagen des Census ist nur noch ein kleiner Bruchteil vorhanden. Nachdem 1896 auf Anordnung des Innenministeriums bereits ein Teil der Daten vernichtet und ein weiterer Teil bei einem Brand beschädigt wurde, verbrannte ein Großteil der Daten bei einem Brand im Januar 1921. 25 % der Daten wurden direkt durch Feuer vernichtet, weitere 50 % durch Feuer, Löschwasser und Rauch stark beschädigt. Durch diese Ereignisse wurde in der öffentlichen Diskussion der Ruf nach einem Nationalarchiv laut. Dennoch wurden 1934 auch die letzten verbliebenen Originalunterlagen auf Anordnung des Kongresses zerstört.

## Ergebnisse
Die Gesamtbevölkerung der Vereinigten Staaten betrug im Jahre 1890 62.947.714 Einwohner, dies waren 12.791.931 mehr als bei der vorhergehenden Volkszählung 1880. Dies entspricht einem Zuwachs von 25,5 %. Bei einer Fläche von 3.021.295 Quadratmeilen ergibt sich eine Bevölkerungsdichte von 21,2 Einwohnern pro Quadratmeile.
Die in den alle zehn Jahre stattfindenden Volkszählungen der Vereinigten Staaten ermittelten Einwohnerzahlen der Bundesstaaten sind der Schlüssel zur Festlegung der Anzahl der Abgeordneten aus diesen Bundesstaaten im Repräsentantenhaus der Vereinigten Staaten. Die Anpassung wird in der Regel im übernächsten Kongress nach einer Volkszählung vorgenommen.
Ein Ergebnis des Census war, dass offiziell festgestellt wurde, dass durch die Bevölkerungsausbreitung keine amerikanische bzw. westliche Grenze mehr auf dem Kontinent war.

## Bundesstaaten nach Einwohnerzahl
Bundesstaaten der USA nach Einwohnerzahl im Jahr 1890.
| Rang | Bundesstaat    | Bevölkerung |
| ---- | -------------- | ----------- |
| 1    | New York       | 6.003.174   |
| 2    | Pennsylvania   | 5.258.113   |
| 3    | Illinois       | 3.826.352   |
| 4    | Ohio           | 3.672.329   |
| 5    | Missouri       | 2.679.185   |
| 6    | Massachusetts  | 2.238.947   |
| 7    | Texas          | 2.235.527   |
| 8    | Indiana        | 2.192.404   |
| 9    | Michigan       | 2.093.890   |
| 10   | Iowa           | 1.912.297   |
| 11   | Kentucky       | 1.858.635   |
| 12   | Georgia        | 1.837.353   |
| 13   | Tennessee      | 1.767.518   |
| 14   | Wisconsin      | 1.693.330   |
| 15   | Virginia       | 1.655.980   |
| 16   | North Carolina | 1.617.949   |
| 17   | Alabama        | 1.513.401   |
| 18   | New Jersey     | 1.444.933   |
| 19   | Kansas         | 1.428.108   |
| 20   | Minnesota      | 1.310.283   |
| 21   | Mississippi    | 1.289.600   |
| 22   | Kalifornien    | 1.213.398   |
| 23   | South Carolina | 1.151.149   |
| 24   | Arkansas       | 1.128.211   |
| 25   | Louisiana      | 1.118.588   |
| 26   | Nebraska       | 1.062.656   |
| 27   | Maryland       | 1.042.390   |
| 28   | West Virginia  | 762.794     |
| 29   | Connecticut    | 746.258     |
| 30   | Maine          | 661.086     |
| 31   | Colorado       | 413.249     |
| 32   | Florida        | 391.422     |
| 33   | New Hampshire  | 376.530     |
| 34   | Washington     | 357.232     |
| 35   | South Dakota   | 348.600     |
| 36   | Rhode Island   | 345.506     |
| 37   | Vermont        | 332.422     |
| 38   | Oregon         | 317.704     |
| 39   | North Dakota   | 190.983     |
| 40   | Delaware       | 168.493     |
| 41   | Montana        | 142.924     |
| 42   | Nevada         | 47.355      |

## Städte nach Einwohnerzahl
Die 20 bevölkerungsreichsten Städte der USA nach Einwohnerzahl im Jahr 1890.
| Rang | Stadt         | Bundesstaaten        | Bevölkerung |
| ---- | ------------- | -------------------- | ----------- |
| 1    | New York City | New York             | 1.515.301   |
| 2    | Chicago       | Illinois             | 1.099.850   |
| 3    | Philadelphia  | Pennsylvania         | 1.046.964   |
| 4    | Brooklyn      | New York             | 806.343     |
| 5    | St. Louis     | Missouri             | 451.770     |
| 6    | Boston        | Massachusetts        | 448.477     |
| 7    | Baltimore     | Maryland             | 434.439     |
| 8    | San Francisco | Kalifornien          | 298.997     |
| 9    | Cincinnati    | Ohio                 | 296.908     |
| 10   | Cleveland     | Ohio                 | 261.353     |
| 11   | Buffalo       | New York             | 255.664     |
| 12   | New Orleans   | Louisiana            | 242.039     |
| 13   | Pittsburgh    | Pennsylvania         | 238.617     |
| 14   | Washington    | District of Columbia | 230.392     |
| 15   | Detroit       | Michigan             | 205.876     |
| 16   | Milwaukee     | Wisconsin            | 204.468     |
| 17   | Newark        | New Jersey           | 181.830     |
| 18   | Minneapolis   | Minnesota            | 164.738     |
| 19   | Jersey City   | New Jersey           | 163.003     |
| 20   | Louisville    | Kentucky             | 161.129     |